# Nickelodeon Kids’ Choice Awards 2016

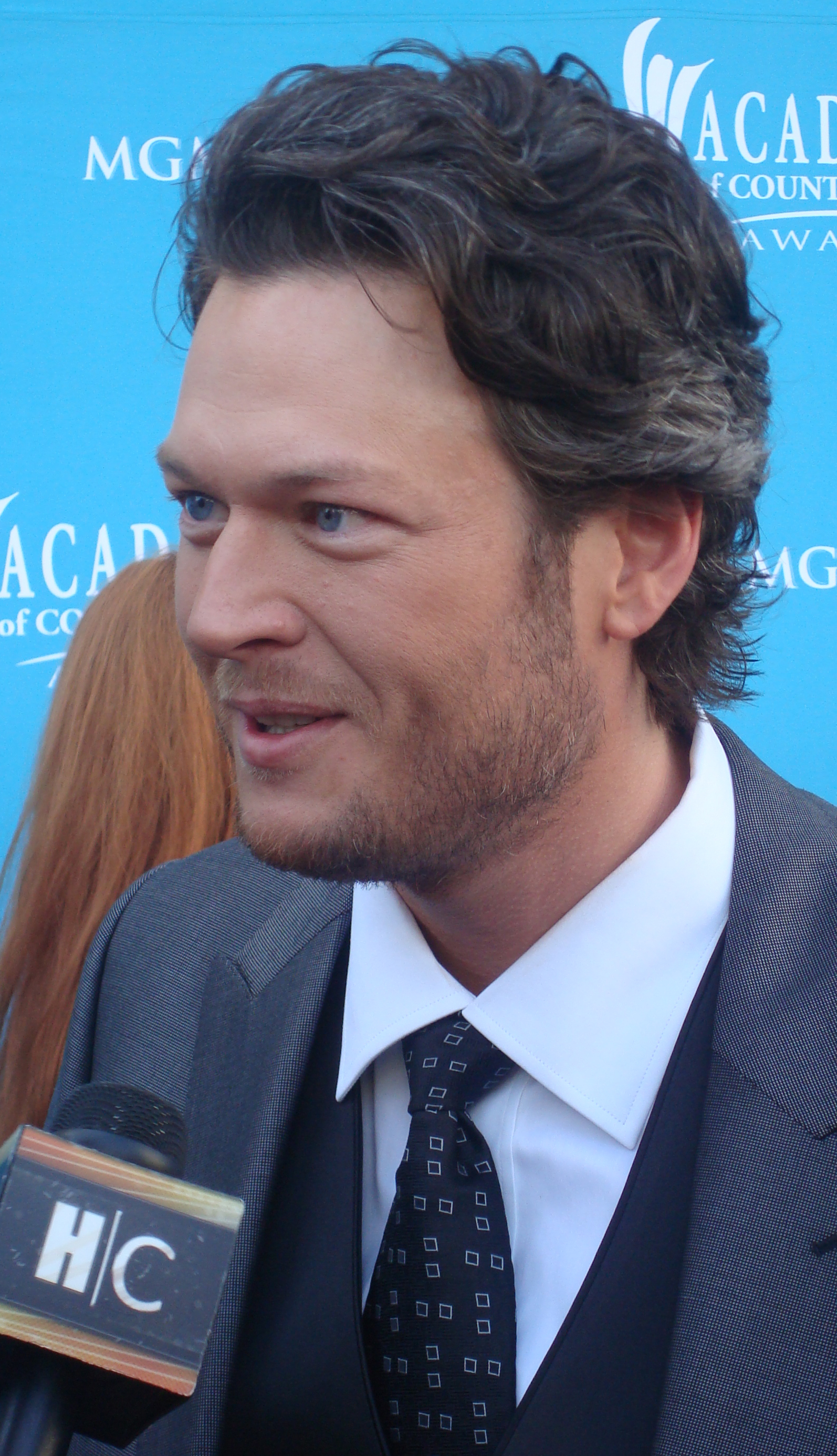
Moderator Blake Shelton (2010)

Die Nickelodeon Kids’ Choice Awards 2016 fanden am 12. März 2016 im Forum in Inglewood, Kalifornien statt. Der Moderator der Verleihung war der Countrysänger Blake Shelton.

## Nominierungen
Die Nominierungen wurden am 3. Februar 2016 bekannt gegeben. Seit diesem Tag konnten Kinder und Jugendliche auf der Website Nick.com, über die Nickelodeon-App und über Twitter für ihre Kandidaten stimmen. Die meisten Nominierungen erhielten mit jeweils vier die beiden Fernsehserien The Big Bang Theory und Modern Family.

## Kategorien
Die Gewinner sind nach der Verleihung fett angegeben.

### Fernsehen
| Lieblings-TV-Serie - Austin & Ally - Das Leben und Riley - Henry Danger - Jessie - S3 – Stark, schnell, schlau - Die Simpsons - Marvel’s Agents of S.H.I.E.L.D. - The Big Bang Theory - The Flash - Die Muppets - Modern Family - Once Upon a Time – Es war einmal … - Die Thundermans Lieblings-TV-Schauspielerin - Dove Cameron - Lizzy Greene - Kira Kosarin - Laura Marano - Debby Ryan - Zendaya - Chloe Bennet - Kaley Cuoco - Sarah Hyland - Jennifer Morrison - Sofía Vergara - Ming-Na Wen Lieblings-TV-Schauspieler - Aidan Gallagher - Jack Griffo - Ross Lynch - Jace Norman - Casey Simpson - Tyrel Jackson Williams - Anthony Anderson - Johnny Galecki - Grant Gustin - Ben McKenzie - Jim Parsons - Rico Rodriguez | Lieblings-Cartoon - Alvin und die Chipmunks - Die fantastische Welt von Gumball - Phineas und Ferb - SpongeBob Schwammkopf - Steven Universe - Teen Titans Go! - Willkommen in Gravity Falls Lieblings-Kochshow - Cake Boss: Buddys Tortenwelt - Chopped Junior - Cake Wars - Diners, Drive-Ins and Dives - Hell’s Kitchen - MasterChef Junior Lieblings-Castingshow - America’s Got Talent - American Idol - Dance Moms - Dancing with the Stars - The Voice |

### Film
| Lieblings-Kinofilm - Ant-Man - Avengers: Age of Ultron - Cinderella - Daddy’s Home – Ein Vater zu viel - Die Tribute von Panem – Mockingjay Teil 2 - Jurassic World - Pitch Perfect 2 - Star Wars: Das Erwachen der Macht Lieblings-Schauspielerin - Lily James - Scarlett Johansson - Anna Kendrick - Jennifer Lawrence - Daisy Ridley - Rebel Wilson Lieblings-Schauspieler - John Boyega - Robert Downey Jr. - Chris Evans - Chris Hemsworth - Will Ferrell - Chris Pratt | Lieblings-Animationsfilm - Alvin und die Chipmunks: Road Chip - Home – Ein smektakulärer Trip - Hotel Transsilvanien 2 - Alles steht Kopf - Minions - Die Peanuts – Der Film Lieblings-Synchronstimme - Sandra Bullock - Selena Gomez - Justin Long - Jennifer Lopez - Jim Parsons - Amy Poehler |

### Musik
| Lieblings-Band - Fall Out Boy - Fifth Harmony - Imagine Dragons - Maroon 5 - One Direction - Pentatonix Lieblings-Sängerin - Adele - Selena Gomez - Ariana Grande - Nicki Minaj - Meghan Trainor - Taylor Swift Lieblings-Sänger - Justin Bieber - Drake - Nick Jonas - Ed Sheeran - Blake Shelton - The Weeknd | Lieblingssong des Jahres - Bad Blood von Taylor Swift feat. Kendrick Lamar - Can’t Feel My Face von The Weeknd - Hello von Adele - Hotline Bling von Drake - Thinking Out Loud von Ed Sheeran - What Do You Mean? von Justin Bieber Lieblings-Newcomer - Alessia Cara - DNCE - Omi - Shawn Mendes - Silentó - Walk the Moon Lieblings-Kollaboration - Bad Blood von Taylor Swift feat. Kendrick Lamar - Downtown von Macklemore & Ryan Lewis feat. Eric Nally, Melle Mel, Kool Moe Dee and Grandmaster Caz - Good for You von Selena Gomez feat. A$AP Rocky - Like I’m Gonna Lose You von Meghan Trainor feat. John Legend - See You Again von Wiz Khalifa feat. Charlie Puth - Where Are Ü Now von Jack Ü mit Justin Bieber |

### Andere
| Lieblings-Buch - Gregs Tagebuch - Diary of a Minecraft Zombie - Star Wars: Absolutely Everything You Need to Know - Harry Potter (Buchreihe) - Die Tribute von Panem (Buchreihe) - The Maze Runner (Buchreihe) | Lieblings-Videospiel - Disney Infinity 3.0 - Just Dance 2016 - Minecraft: Story Mode - Skylander SuperChargers - SpongeBob HeroPants - Super Mario Maker |

### Deutschland, Österreich, Schweiz
Zusätzlich zu den US-amerikanischen Kategorien konnte im deutschsprachigen Raum für den Lieblingsstar und Lieblings-Videoblogger gestimmt werden. Diese Auszeichnungen werden ebenfalls in Los Angeles vergeben.
| Lieblingsstar - Cro - Elyas M’Barek - Lena - Mark Forster | Lieblings-Videoblogger - Dagi Bee - Freshtorge - Julien Bam - Kelly MissesVlog |

### Dänemark
Lieblingsstar
- Benjamin Lasnier
- Cisilia
- Christopher
- Lukas Graham

### Spanien
Lieblingsmusiker
- Calum
- Lucía Gil[3]
- Maverick
- Sweet California[4]